# 前653年
| 千纪： | 前1千纪 |
| 世纪： | 前8世纪 \| 前7世纪 \| 前6世纪 |
| 年代： | 前680年代 \| 前670年代 \| 前660年代 \| 前650年代 \| 前640年代 \| 前630年代 \| 前620年代                                                                                             |
| 年份： | 前658年 \| 前657年 \| 前656年 \| 前655年 \| 前654年 \| 前653年 \| 前652年 \| 前651年 \| 前650年 \| 前649年 \| 前648年                                                               |
| 纪年： | 周惠王二十四年 魯僖公七年 齊桓公三十三年 晉献公二十四年 秦穆公七年 宋桓公二十九年 楚成王十九年 衛文公七年 陳宣公四十年 蔡穆侯二十二年 曹昭公九年 郑文公二十年 燕襄公五年 杞成公二年 |

## 大事记
- 周惠王去世，周襄王怕王子帶爭王位，因此不發喪，向齊國告難。
- 埃兰人的部队进攻巴比伦南部。亚述国王亚述巴尼拔派来的一支大军击败了埃兰人，并杀死了他们的国王泰姆提·洪班·因舒希纳克一世。他的侄子洪班·尼卡什二世继任埃蘭國王。

## 逝世
- 周惠王，東周第五代君主，周僖王的兒子。